# Красний Маяк (Волосовський район)
Красний Маяк (рос. Красный Маяк) — селище у Волосовському районі Ленінградської області Російської Федерації.
Населення становить 42 особи. Належить до муніципального утворення Сабське сільське поселення.

## Історія
Від 1 серпня 1927 року належить до Ленінградської області.

## Населення
| 1997 | 2007 | 2010 | 2014 | 2017 |
| ---- | ---- | ---- | ---- | ---- |
| 64   | ↘35  | ↗37  | ↗42  | →42  |